# Arcul de Triumf din Phenian
Arcul de Triumf din Phenian (în coreeană 개선문) a fost construit pentru a comemora rezistența coreeană față de Japonia din 1925 până în 1945.
Construit în 1982 în Piața Triumfului, la poalele dealului Moran (모란봉), aflat în capitala Phenian, monumentul a fost construit în onoarea și gloria rolului lui Kim Ir-sen în rezistența față de ocupația Japoneză. Inaugurat cu ocazia împlinirii vârstei de 70 de ani, fiecare dintre cele 25.500 de blocuri fine de granit alb reprezintă o zi din viața lui până la acel moment.
Structura este modelată după Arcul de Triumf din Paris și a fost construit în mod deliberat să fie puțin mai mare decât cel din Paris. Este cel mai înalt arc de triumf din lume, având 60 m înălțime și 50 m lățime. Arcul are zeci de camere, balustrade, platforme de observare și lifturi. El are de asemenea, patru porți boltite, fiecare având 27 m înălțime, decorate cu azalee sculptate în grosimea lor, iar în interior este înscris "Cântecul generalului Kim Il-sung", reprezentând un imn revoluționar, care a pus capăt ocupației japoneze.
Arcul este întotdeauna parte din tururile oficiale nord-coreene pentru turiști și vizitatori.

## Legături externe
- Satellite image from Google Maps
- Triumph Arch Picture, Pyongyang